# Saint-Léonard (Gers)
Saint-Léonard település Franciaországban, Gers megyében. Lakosainak száma 185 fő (2022. január 1.). Saint-Léonard Avezan, Bivès, Brugnens, Cadeilhan, Saint-Clar, Tournecoupe és Urdens községekkel határos.

## Népesség
A település népessége az elmúlt években az alábbi módon változott:
| Lakosok száma | 208  | 179  | 161  | 164  | 182  | 182  | 182  | 184  | 187  | 185  |
|               | 1968 | 1982 | 1990 | 2006 | 2013 | 2015 | 2017 | 2019 | 2020 | 2022 |